# سرینیواسا چاکراوارتی
سرینیواسا چاکراوارتی دانشمند هندی است که در زمینه زیست‌فناوری پژوهش می‌کند. او به عنوان استاد در موسسه فناوری هند در چنای مشغول به کار است. چاکراوارتی بنیان‌گذار نظریه‌هایی است که بین ریاضیات و علوم اعصاب پل ارتباطی برقرار می‌کند. او فعالانه در زمینه علوم اعصاب محاسباتی تحقیق می‌کند.

## آموزش و پژوهش
در سال ۱۹۸۹، چاکراوارتی از مؤسسه فناوری هند در چنای، از گروه مهندسی برق فارغ‌التحصیل شد. پس از آن، در سال ۱۹۹۱ مدرک کارشناسی ارشد خود را در رشته مهندسی زیست پزشکی از دانشگاه تگزاس در آستین دریافت کرد. او از همین دانشگاه در سال ۱۹۹۶ موفق به اخذ پی‌اچ‌دی شد و پژوهش دکترای خود را در زمینهٔ فناوری اطلاعات در سال‌های ۱۹۹۱ تا ۱۹۹۶ انجام داد. چاکراوارتی در سال ۱۹۹۷ پژوهش فوق‌دکتری خود را در رشته نورولوژی در کالج پزشکی بیلور در هیوستون به پایان رساند.
او یک سامانه بر پایه وب ایجاد کرده است که متن دست‌نویس را به زبان‌های کشور هند مانند هندی، تلوگو، کنادا، و تامیل درک می‌کند. او در حال انجام تحقیقات در علوم اعصاب محاسباتی و آسیب‌شناسی قلبی-عروقی محاسباتی است.
چاکراوارتی و همکارانش فونتی به نام اسپارش بهاراتی ساختند که به عنوان راهنمای افراد کم بینا شناخته می‌شود. او پروژه‌ای را برای توسعه یک مدل برنامه‌نویسی محاسباتی هدایت می‌کند که می‌تواند منجر به درمان بیماری پارکینسون شود. این بیماری به دلیل از بین رفتن سلولهای عقده‌های قاعده‌ای که بخشی از مغز است ایجاد می‌شود. دانشجویان مؤسسه فناوری هند در چنای در سال ۱۹۷۲ در جمع‌آوری سرمایه‌ای برای ساخت یک آزمایشگاه تشخیص بیماری پارکینسون برای کمک به این پروژه در آزمایشگاه علوم اعصاب محاسباتی مشارکت داشتند.

## انتشارات

### کتاب‌ها
- رمزگشایی از مغز: یک رویکرد محاسباتی، اسپرینگر، ۲۰۱۸
- زندگینامه چارلز داروین - داروین آتماکاتا
- مدل‌های علوم اعصاب محاسباتی از عقده‌های قاعده‌ای - علم و فناوری شناختی، اسپرینگر ورلاگ، سنگاپور، ۲۰۱۸[۷]